# Lambda Caeli
Lambda Caeli este o stea din constelația Dalta.
1. ↑  Gaia Early Data Release 3